# Maciej Nowakowski (aktor)
Maciej Nowakowski (ur. 5 lutego 1927 w Krakowie, zm. 28 czerwca 1972 tamże) – polski aktor teatralny i filmowy.

## Życiorys
Był synem Wacława Nowakowskiego – architekta i profesora Akademii Górniczo-Hutniczej w Krakowie oraz Janiny z Maissów. Podczas okupacji uczył się w szkole handlowej, budowlanej oraz uczęszczał na tajne komplety. Był również członkiem Armii Krajowej. Po zakończeniu wojny zdał maturę w Liceum Ogólnokształcącym im. Króla Jana III Sobieskiego w Krakowie (1948) i rozpoczął studia na Wydziale Inżynierii Lądowej Politechniki Krakowskiej. Po dwóch latach przeniósł się na tamtejszą Państwową Wyższą Szkołę Teatralną, którą ukończył w 1954 roku. W kolejnych latach występował w Teatrze Wybrzeże w Gdańsku (1954–1955), Teatrze Ludowym w Krakowie (1955–1957), Teatrze im. Juliusza Osterwy w Lublinie (1957–1958) oraz Teatrze im. Stefana Żeromskiego w Kielcach (1959–1961). Następnie powrócił do Krakowa, gdzie grał w Teatrze im. Juliusza Słowackiego (1962, 1965–1972) oraz w Teatrze Rozmaitości (1962–1965); w drugiej z placówek pełnił również funkcję zastępcy dyrektora do spraw administracyjnych (1964–1965). Był również asystentem na krakowskiej PWST (1960–1972) oraz członkiem Zarządu Oddziału Krakowskiego SPATiF. 
W 1969 roku stworzył jedyną w karierze kreację filmową: rolę Aleksandra Zawadzkiego w filmie Wyzwolenie (Освобождение) (reż. Jurij Ozierow, Julius Kun). Wystąpił również w pięciu spektaklach Teatru Telewizji (1970–1971) oraz w dwóch audycjach Teatru Polskiego Radia (1955, 1970).
W 1952 roku zawarł związek małżeński z aktorką Danutą Lipińską. Zmarł śmiercią samobójczą.